# Loi Israël, État-nation du peuple juif
Lire en ligne

Texte en hébreu publié par Wikisource 

Texte anglais publié par la Knesset

La loi Israël, État-nation du peuple juif, adoptée le 19 juillet 2018 par la Knesset, est l'une des lois fondamentales d'Israël.
Cette loi, à caractère constitutionnel, définit Israël comme « l’État-nation du peuple juif », précisant que « le droit d'exercer l'auto-détermination au sein de l'État d'Israël est réservé uniquement au peuple juif ».
Elle reprend par ailleurs des éléments déjà inclus dans la déclaration d’indépendance de 1948 ou dans les lois fondamentales précédentes telles que la loi de Jérusalem, place au niveau des lois fondamentales les symboles de l'État d'Israël tels que le drapeau ou l'hymne national.
L'opposition politique à ce texte de loi lui reproche principalement de discriminer les habitants de l’État d'Israël en fonction de leur appartenance religieuse, en privilégiant les droits des juifs par rapport aux non-juifs.

## Présentation et contenu
Selon Samy Cohen, directeur de recherche émérite à l'Institut d'études politiques de Paris, la loi trouve son inspiration dans le projet porté en 2011 par Avi Dichter, député du parti Kadima qui a fini par rejoindre le Likoud et qui définit l’État d’Israël comme le « foyer national du peuple juif qui réalise son aspiration à l’autodétermination conformément à son patrimoine culturel et historique ».
Adoptée le 19 juillet 2018 par la Knesset (par 62 voix contre 55 et deux abstentions) avec le soutien du premier ministre Benyamin Netanyahou (Likoud), dans un contexte de concurrence idéologique avec son ministre de l’éducation Naftali Bennett du parti d’extrême droite Le Foyer juif, cette loi est définie comme une des Lois fondamentales faisant office de constitution d'Israël. Elle regroupe des éléments déjà inclus dans la déclaration d’indépendance de 1948 ou d’autres lois (tels que le drapeau d'Israël, son hymne national, le calendrier hébraïque), mais contient d'autres éléments plus sensibles comme la définition de Jérusalem comme la capitale « complète et unifiée » d’Israël, le déclassement de la langue arabe qui était jusqu'alors deuxième langue de l'État en faisant de l'hébreu la seule langue d’État et l'encouragement au titre de « valeur nationale » au développement de communautés juives.
Les articles sont rédigés en hébreu. Le porte-parole du parlement israélien en a publié une traduction en anglais par la Dr Susan Hattis Rolef.
En se fondant sur cette traduction, voici le texte en français :
1. Principes fondamentaux
  - Israël est la patrie historique du peuple juif, dans laquelle l'État d'Israël a été établi ;
  - L'État d'Israël est le foyer national du peuple juif dans lequel il satisfait son droit naturel, culturel, religieux et historique à l'autodétermination ;
  - Le droit à exercer l'auto-détermination nationale dans l'État d'Israël est propre au peuple juif ;
2. Symboles de l'État
  - Le nom de l’État est « Israël »,
  - Le drapeau de l'État est bleu et blanc avec deux bandes bleues près des bords et une étoile de David bleue au centre ;
  - Le symbole de l'État est la menorah, bordée de feuilles d'olivier sur les côtés et du mot « Israel » dessous ;
  - L'hymne de l'État est la Hatikvah ;
3. Capitale de l'État
  - La capitale d’Israël est Jérusalem entière et unifiée ;
4. Langues
  - La langue de l'État est l'hébreu ;
  - La langue arabe est dotée d'un « statut spécial » dans l'État ; l'usage de l'arabe dans et devant les institutions de l'État sera inscrit dans la loi ;
  - Rien dans cette clause ne restreint le statut donné à la langue arabe préalablement à cette loi ;
5. Rassemblement des exilés
  - L'État sera ouvert à l’immigration juive et au rassemblement des exilés;
6. Lien au peuple juif
  - L’État fera tout pour assurer la sécurité des membres du peuple juif en danger ou en captivité, par le fait de leur judaïté ou leur citoyenneté ;
  - L’État agira avec la Diaspora de façon à renforcer les liens entre l’État et les membres du peuple juif ;
  - L’État agira de façon à préserver l'héritage culturel, historique et religieux du peuple juif parmi les Juifs de la Diaspora ;
7. Implantation juive
  - L’État voit le développement de l'implantation juive comme une valeur nationale, encouragera et promouvra son développement et sa consolidation ;
8. Calendrier officiel
  - Le calendrier hébraïque est le calendrier officiel de l’État et, à son côté, le calendrier grégorien sera utilisé comme un calendrier officiel. L'usage du calendrier hébraïque et du calendrier grégorien sera fixé par la loi.
9. Jour de l'Indépendance et jours du souvenir
  - Le jour de l'Indépendance est la fête nationale officielle de l'État ;
  - Le jour du souvenir de ceux tombés dans les guerres d'Israël et le jour du souvenir de la Shoah et de l'héroïsme sont les journées officielles du souvenir en Israël ;
10. Jours chômés et Chabbat
  - Le chabbat et les fêtes juives sont les journées chômées dans l’État. Les non-juifs ont le droit d'observer leurs jours de repos et leurs jours de fêtes. Les détails de ce point seront fixés par la loi.
11. Immuabilité
  - Cette loi ne peut être modifiée que par une autre loi fondamentale adoptée par la majorité des membres de la Knesset (61 députés).

Cette loi ne mentionne aucun article relatif aux habitants arabes du pays ni sur le caractère démocratique du gouvernement. Elle dispose que la langue arabe ne dispose plus du statut de « langue d'État » comme cela l'était auparavant mais bénéficiera d'un « statut spécial » à déterminer par la loi, alors qu'une des conditions posées par l'Organisation des Nations unies en 1949 lors de l'admission d'Israël était justement ce précédent statut.
Avant son adoption, au début de  juillet 2018, le président israélien Reuven Rivlin critique la clause affirmant que « l’État peut autoriser une communauté, y compris les fidèles d’une seule religion ou les membres d’une seule nationalité, à établir une implantation communautaire séparée » qui, selon lui, « permettra[it] pratiquement à toutes les communautés, sans aucune limitation ou sans équilibre, d’établir une communauté sans Mizrahim [Juifs moyen-orientaux], sans ultra-orthodoxes, sans Druzes, sans membres LGBT ». Bien que Rivlin soit contredit par Avi Dichter, cette clause est amendée avant le vote de la loi,.

## Réactions

### Réactions en Israël
Avant la promulgation de la loi, le président de l'État d'Israël, Reuven Rivlin avait fait part de ses réserves quant à cette loi.
La cheffe de l'opposition à la Knesset, Tzipi Livni (du parti Hatnuah), n’a pas d’objection au texte déclarant qu’Israël est « le foyer national du peuple juif ». Elle ajoute que pour assurer que la loi reflète pleinement les principes fondateurs de l’Israël moderne, elle doit également inclure l’engagement d’Israël à « l’égalité pour tous ses citoyens ». L'ancien député Yohan Plesner accuse les députés du Likoud d’avoir cherché à créer un clivage entre « patriotes et non-patriotes » par le biais de la loi et de son soutien inégal au sein de la Knesset.
Cette loi se heurte aussi à l'opposition des Israéliens arabes ou druzes,. Pour le vice-président de la Knesset Ahmed Tibi (du parti Ta'al), bien qu'il existât déjà « plus de cinquante dispositions législatives qui ne discriminaient que ses citoyens non juifs », la nouvelle loi fondamentale fonde « une théocratie qui a bâti un État comportant deux systèmes séparés : un pour la population privilégiée, les Juifs, et un pour les citoyens palestiniens arabes de seconde classe (...) Israël est officiellement devenu un régime d'apartheid fondé sur la suprématie juive ». Le 4 août, plus de 50 000 personnes participent à une manifestation organisée par les leaders de la communauté druze qui affirment que cette loi « les réduit à des citoyens de seconde catégorie ». Le 11 août, à l’initiative d’organisations représentant la minorité arabe, des milliers d’Arabes israéliens manifestent à Tel-Aviv.
Le 19 juillet 2018, l'assemblée Assembly of Catholic Ordinaries of the Holy Land (sous couvert du Patriarcat latin de Jérusalem) a demandé au gouvernement d'abroger la loi : « Jérusalem et la Terre sainte forment un héritage commun que le chrétiens partagent avec les juifs, les musulmans, les druzes et les baha’is, un héritage que nous sommes appelés à protéger contre toute division et toute dissension interne ».
Au 6 août 2018, la Cour suprême a reçu trois pétitions lui demandant de rejeter la loi qui serait discriminatoire. La ministre de la justice, Ayelet Shaked prévient d’un « séisme » si la Cour Suprême y donnait suite car c'est la Knesset qui définit les lois fondamentales et que les juges doivent interpréter les lois en respect de ces lois fondamentales. Une requête est déposée auprès de la Haute cour par les organisations arabes israéliennes.
À l'appel de cinquante deux députés de l'opposition, une session extraordinaire de la Knesset concernant cette loi a lieu le 8 août 2018 , durant laquelle la cheffe de l'opposition a proposé d'adopter la Déclaration d’indépendance en tant que loi fondamentale en remplacement de la loi votée le 19 juillet.
Dans l'ensemble, la presse israélienne se montre réservée vis-à-vis de la loi, à l'exception d'Israel Hayom, quotidien gratuit généralement vu comme partisan de la politique de Benyamin Netanyahou.

### Réactions internationales
Dans son éditorial, le quotidien français Le Monde y voit la promotion d'une « vision ethnicisante de la société ». Si dans sa version initiale, le texte permettait à une communauté homogène, juive, de ne pas accepter en son sein une personne extérieure, l’article modifié donne cependant une valeur constitutionnelle à l’établissement de municipalités peuplées uniquement de Juifs. Selon Le Monde, la Cour suprême d'Israël pourrait ainsi valider juridiquement des situations de discrimination contre des membres des minorités arabe ou druze.
Alors que la Déclaration d'indépendance du 14 mai 1948 précisait que l'État d'Israël assurerait « une complète égalité de droits sociaux et politiques à tous ses citoyens, sans distinction de croyance, de race ou de sexe » ainsi que « la pleine liberté de conscience, de culte, d'éducation et de culture », la nouvelle loi fondamentale réaffirme le caractère juif de l'État, sans rappeler son caractère démocratique et inquiète ceux qui y voient la légitimation future d'inégalités entre citoyens juifs et non-juifs. Pour Samy Cohen, la Loi sur l'État-nation du peuple juif contredirait ainsi la Déclaration d’indépendance de 1948 et romprait « l’équilibre délicat qui s’était instauré autour de la définition de l’État juif et démocratique ».

### Réactions politiques internationales
Le président turc Recep Tayyip Erdoğan qualifie Israël d'État « le plus fasciste du monde ».
Aux États-Unis, Richard B. Spencer, meneur historique de l'alt-right, se félicite de la loi et estime qu'Israël montre le chemin à l'Europe contre « l’ordre social multiculturel ». Inversement, The New York Times publie une tribune du président du Congrès juif mondial, Ronald Lauder où celui-ci déclare que la loi porte atteinte au sentiment d’égalité et d’appartenance des Druzes, des chrétiens et des musulmans citoyens d’Israël.
Le leader du parti travailliste britannique Jeremy Corbyn déclare que « la loi sur l’État-nation promue par le gouvernement de Nétanyahou discrimine la minorité palestinienne d’Israël. Je soutiens les milliers de citoyens arabes et juifs d'Israël qui manifestent ce week-end à Tel-Aviv pour des droits égaux ».